# A. Y. Jackson

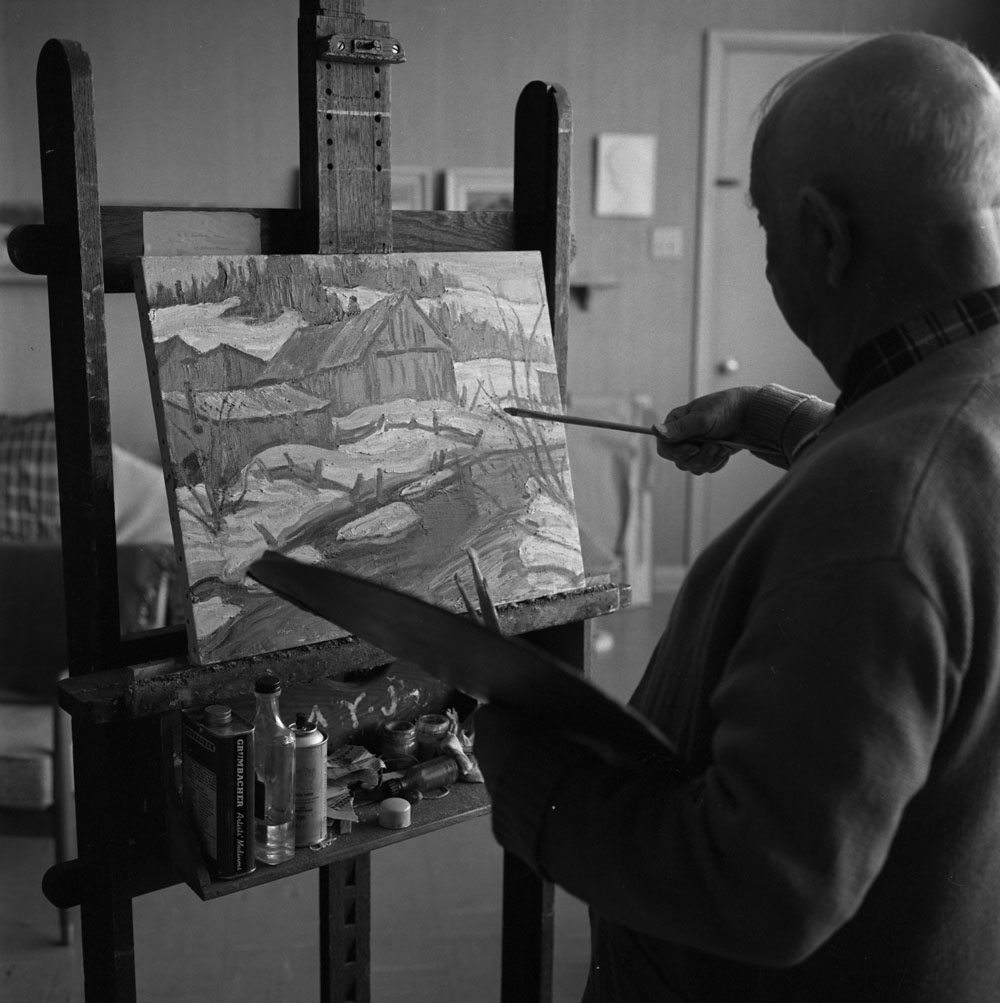
A.Y. Jackson, 1959

Alexander Young Jackson (* 3. Oktober 1882 in Montréal, Québec, Kanada; † 5. April 1972 in Kleinburg, Ontario) war ein kanadischer Landschaftsmaler und führendes Mitglied der Künstlergruppe Group of Seven. Alexander Jackson gilt als eine der Schlüsselfiguren der kanadischen Kunstgeschichte. Er wurde meist A. Y. Jackson genannt.

## Leben
A. Y. Jackson wurde als eines von sechs Kindern einer Arbeiterfamilie in Montreal geboren. Nachdem sein Vater die Familie verlassen hatte, arbeitete der junge Jackson in einer Lithografie-Firma, was sein Interesse an der Kunst weckte. 1902 besuchte er Abendkurse an der Art Association of Montreal. 1905 reiste A. Y. Jackson nach Europa und studierte an der Académie Julian in Paris bei Jean-Paul Laurens. Er wurde stark vom Impressionismus beeinflusst, aber auch von zeitgenössischen Strömungen wie dem Fauvismus. In dieser Zeit begann Jackson mit leuchtenden Farben und lockeren Pinselstrichen zu arbeiten.
Nach seiner Rückkehr nach Kanada ließ sich A. Y. Jackson in Sweetsburg, Québec nieder, wo Werke wie Edge of the Maple Wood (1910) entstanden. Sein Schicksal änderte sich, als James E. MacDonald und Lawren Harris auf ihn aufmerksam wurden, woraufhin Jackson nach Toronto zog und sich dem Studio Building anschloss, einem Zentrum für kanadische Künstler. Dort entwickelte er eine enge Freundschaft mit Tom Thomson, der ihn zu zahlreichen Malreisen an Orte wie den Algonquin Provincial Park inspirierte. Jackson diente im Ersten Weltkrieg in der kanadischen Armee. Später wurde er zum offiziellen Kriegskünstler ernannt und Werke von ihm sind entstanden als Teil des Canadian War Memorials Fund. Nach dem Krieg kehrte A. Y. Jackson in das Studio Building zurück und wurde zu einer zentralen Figur der kanadischen Kunstszene. Er war maßgeblich an der Gründung der Beaver Hall Group in Montreal beteiligt und betonte den individuellen Ausdruck gegenüber den formalen Kunstschulen.
1919 gründete A. Y. Jackson mit sechs Malerkollegen die Group of Seven, um die zerklüftete kanadische Landschaft auf neue und kühne Weise darzustellen. Ihre Arbeit war anfangs umstritten, wurde aber schließlich als bahnbrechend anerkannt. Wie bei den anderen Mitgliedern der Gruppe begannen viele seiner Werke als kleine Ölskizzen im Freien. Obwohl sein Name oft mit der Gruppe in Verbindung gebracht wird, blieb er zeitlebens ein Einzelgänger.
1933 war A. Y. Jackson zusammen mit Lawren Harris Gründungsmitglied der Canadian Group of Painters. Mehrere Mitglieder der Group of Seven wurden Mitglieder dieser Gruppe, darunter A. J. Casson, Arthur Lismer und Franklin Carmichael. Jackson ließ sich 1955 in Manotick bei Ottawa nieder. Seine 1958 erschienene Autobiographie A Painter's Country ist James E. MacDonald gewidmet. Nach einem Schlaganfall 1965, der seine Karriere als Maler beendete, zog Jackson auf das McMichael Conservation Estate in Kleinburg, wo er bis zu seinem Tod 1972 lebte.

## Werk
A. Y. Jacksons Werke zeigen oft stimmungsvolle Landschaften, darunter Szenen aus der Region Algoma im Norden Ontarios und aus dem kanadischen Westen. Seine Gemälde sind für ihre leuchtenden Farben und dynamischen Kompositionen bekannt. Zu seinen bekanntesten Werken zählen The Red Maple (1914) und March Storm, Georgian Bay (1920). Jacksons Werke sind heute in den wichtigsten Kunstmuseen Kanadas zu sehen, darunter die National Gallery of Canada in Ottawa und die Art Gallery of Ontario.